# Venedita Von Däsh
Venedita Von Däsh, nome artístico de Borja Lisón (Alicante, 6 de abril de 1992), é uma drag queen e artista multidiciplinar espanhola, conhecida por ter competido na segunda temporada de Drag Race España.

## Carreira
Inspirada pelas suas musas La Veneno e Dita Von Teese, Venedita Von Däsh começou a ser reconhecida pela comunidade LGBT com as suas performances artísticas em bares e clubes gays em Madrid, como o Costa Social Club, sendo uma das poucas bearded queen (rainha de barba) e artistas de burlesco em Espanha, passando para o conhecimento do público geral espanhol quando, em 2021, participou nos videoclipes «Dulce y Bautizada» e «Por España» de Samantha Hudson, sendo pouco depois convidada para participar numa colaboração editorial de maquilhagem com a revista Cosmopolitan.
Em 2022 participou no concurso Drag Race España, durante a sua segunda temporada. No quinto episódio, intitulado «Snatch Game», destacou-se pela sua interpretação drag de Miguel Bosé e no sexto episódio caracterizou-se como a aristócrata espanhola Carmen Pólo, esposa do ditador Francisco Franco. Posicionou-se como finalista ao lado de Estrela Xtravaganza, enquanto Sharonne foi nomeada a vencedora da temporada. Após o programa, Venedita integrou a tourné nacional do espetáculo Gran Hotel de las Reinas, ao lado das outras ex-concorrentes do reality show e de Supremme de Luxe. Em outubro desse mesmo ano, colaborou com a artista drag Sharonne para a secção El Comidista, no jornal El País.
A 21 de maio de 2023 realizou a atuação final do Festival de Cultura LGTBI+ Diversa em Elche ao lado da cantora Lua Ki.

## Filmografia

### Televisão
| Ano  | Título           | Papel       | Notas     |
| ---- | ---------------- | ----------- | --------- |
| 2022 | Drag Race España | Concorrente | Finalista |

## Discografia

### Singles
| Ano  | Título                                                                          |
| ---- | ------------------------------------------------------------------------------- |
| 2022 | «Llévame al Cielo» com Supremme de Luxe, Marina, Estrela Xtravaganza e Sharonne |